# مرض الإيدز في السودان
تحد السودان سبع دول ينتشر فيها فيروس نقص المناعة البشرية / الإيدز بشكل كبير, وبالتالي فإن السودان عرضة لزيادة انتشار فيروس نقص المناعة البشرية / الإيدز. في عام 1986, تم الإبلاغ عن أول حالة إصابة بفيروس نقص المناعة البشرية والإيدز في السودان. يُصنف الوضع الوبائي لفيروس نقص المناعة البشرية في السودان حاليًا على أنه وباء منخفض, اعتبارًا من يوليو 2011.

## الانتقال
الطريقة الرئيسية لانتقال العدوى في جميع أنحاء العالم هي من خلال الاتصال الجنسي, وهو أمر لا يختلف في السودان. في السودان, يمثل انتقال العدوى بين الجنسين 97% من حالات الإصابة بفيروس نقص المناعة البشرية.

## انتشار
اعتبارًا من 5 يناير 2011, وجد أن معدل انتشار البالغين (15-49) في السودان يبلغ 0.4 %, ويقدر أن 260،000 كانوا يعيشون مع فيروس نقص المناعة البشرية وكان هناك 12000 حالة وفاة سنوية مرتبطة بفيروس نقص المناعة البشرية. أجريت دراسة سكانية في عام 2002 قدرت الانتشار المصلي بـ 1.6%. وفقًا للدراسات الحديثة, فقد ارتفع انتشار فيروس نقص المناعة البشرية والإيدز في السودان بين المتبرعين بالدم من 0.15% عام 1993 إلى 1.4% عام 2000. يعتبر السودان دولة ذات معدل انتشار متوسط لفيروس نقص المناعة البشرية والإيدز قبل منظمة الصحة العالمية (WHO).
تقديرات فيروس نقص المناعة البشرية / الإيدز اعتبارًا من 2014:
| انتشار فيروس نقص المناعة البشرية                             | 53000 [41000 - 69000] |
| معدلات انتشار الأعمار 15-49                                  | 0.2% [0.2% - 0.3%]    |
| الأعمار 15 وما فوق الذين يعيشون مع فيروس نقص المناعة البشرية | 49000 [38000 - 63000] |
| النساء من سن 15 وما فوق المصابات بفيروس نقص المناعة البشرية  | 23000 [18000 - 29000] |
| الأعمار 0-14 مصابين بفيروس نقص المناعة البشرية               | 4،300 [3,600 - 5،200] |
| الوفيات المرتبطة بالإيدز                                     | 2،900 [2،200 - 4،200] |

## العلاج والرعاية والدعم
تم إدخال الخدمات المتعلقة بفيروس نقص المناعة البشرية / الإيدز في جميع ولايات السودان. تم توفير خدمات مجانية في جميع أنحاء البلاد, مما أدى إلى تحسن كبير في حياة الأشخاص المصابين بفيروس نقص المناعة البشرية.
- تقديرات فيروس نقص المناعة البشرية / الإيدز لعام 2014[6]

| انتشار فيروس نقص المناعة البشرية                             | 53000 [41000 - 69000] |
| معدلات انتشار الأعمار 15-49                                  | 0.2% [0.2% - 0.3%]    |
| الأعمار 15 وما فوق الذين يعيشون مع فيروس نقص المناعة البشرية | 49000 [38000 - 63000] |
| النساء من سن 15 وما فوق المصابات بفيروس نقص المناعة البشرية  | 23000 [18000 - 29000] |
| الأعمار 0-14 مصابين بفيروس نقص المناعة البشرية               | 4،300 [3،600 - 5،200] |
| الوفيات المرتبطة بالإيدز                                     | 2،900 [2،200 - 4،200] |

## سياسة الحكومة
في عام 1998, أنكرت الحكومة السودانية أن فيروس نقص المناعة البشرية / الإيدز يشكل أي تهديد صحي كبير لمواطنيها. في عام 2004 فقط عكست الحكومة سياستها وبدأت رسمياً التخطيط لمعالجة المشكلة. اعتبارًا من عام 2007, كانت كل من الحكومات الشمالية والجنوبية تضع سياسات للحد من الحالات المستقبلية ومعالجة المصابين بالفعل. وأشار وزير الصحة في الشمال إلى مشاكل استخدام الواقي الذكري كإجراء وقائي, وكان الزعماء الدينيون مترددين في مناقشة طرق الوقاية التي تتجاوز الامتناع عن ممارسة الجنس والزواج الأحادي. ليس من المستغرب أن معرفة المواطنين بفيروس نقص المناعة البشرية / الإيدز محدودة.